# Sigrid Vanden Bempt
Sigrid Vanden Bempt (Veltem, 10 februari 1981) is een Belgische atlete, die zich heeft toegelegd op de middellange en lange afstanden. Ze heeft in de loop van haar carrière zo’n twaalftal Belgische titels veroverd en diverse nationale records gevestigd. Het Belgische indoorrecord op de mijl stond vanaf 2009 tot 2024 op haar naam. Daarnaast is zij al sinds oktober 2003 in het bezit van het Belgische uurrecord.

## Biografie

### Eerste successen en internationale ervaringen
Vanden Bempt, lid van Daring Club Leuven Atletiek, deed nationaal voor de eerste maal van zich spreken, toen zij in 1995 bij de cadetten kampioene werd op de 400 m. Vier jaar later veroverde zij haar eerste titel bij de senioren op de 800 m, terwijl zij datzelfde jaar ook haar eerste internationale ervaring opdeed door haar deelname aan het Europees kampioenschap veldlopen in het Sloveense Velenje, waar zij een 13e plaats behaalde bij de junioren. In de jaren die volgden was zij tot en met 2004 altijd wel één of meerdere keren te vinden op een EK of WK veldlopen.

### Brons op EK U23
Haar beste internationale resultaten behaalde Sigrid Vanden Bempt tot nu toe echter op de 3000 m steeple. Op dit nummer wist ze tijdens Europese kampioenschappen voor atleten tot 23 jaar tweemaal een bronzen medaille te veroveren, te weten in 2001 in Amsterdam in 10.08,46 en in 2003 in Bydgoszcz, waar ze met een tijd van 9.42,04 zelfs een Belgisch record vestigde. In eigen land verzamelde de atlete die sinds 1 oktober 2002 van het hardlopen haar beroep had gemaakt, op dit nummer zelfs viermaal de nationale titel.

### Zwangerschap en comeback
In 2006 stapte Vanden Bempt, sinds 31 augustus 2002 gehuwd met Davy Segers, er tijdelijk tussenuit om in de zomer geboorte te geven aan hun zoon Joren. In de winter die volgde pakte zij de draad weer op met deelname aan vele veldlopen, waarna zij in 2007 alweer drie nationale titels naar zich toehaalde, waarvan één op de 4 x 800 m estafette met haar clubgenotes van Daring Club Leuven. Eind van dat jaar kreeg ze opnieuw een profcontract bij Atletiek Vlaanderen. Een jaar later prolongeerde zij die estafettetitel, nadat zij zich eerder dat jaar tijdens het indoorseizoen, waaraan zij zich tot dan nooit veel gelegen had latten liggen, ineens op de 1500 m had gemanifesteerd.

### EK indoor 2009
Die ervaring smaakte naar meer, want in 2009 was Sigrid Vanden Bempt na een tweede Belgische titel op dit nummer goed genoeg voor deelname aan de Europese indoorkampioenschappen in Turijn. In de Italiaanse stad bleef zij met een vierde plaats in haar serie net buiten het bereik van de finale, ook al verbeterde zij met 4.12,36 haar eigen, een maand eerder in Gent gelopen nationale record.
Daarna werd het op prestatief gebied stil rond Vanden Bempt. Zij bleek opnieuw in verwachting, wat ten slotte uitmondde in de geboorte van dochter Julie in november 2009.

### Tweede comeback
Ook na de bevalling van haar tweede kind bleek Vanden Bempt het lopen niet te zijn verleerd. Reeds medio 2010 bewees ze alweer goed mee te kunnen en werd zij op de Belgische kampioenschappen in Brussel voor de derde maal kampioene op de 5000 m. Het was haar twaalfde nationale titel, bijeengesprokkeld over een periode van elf jaar.

## Belgische kampioenschappen
Outdoor
| Onderdeel               | jaar                   |
| ----------------------- | ---------------------- |
| 800 m                   | 1999                   |
| 5000 m                  | 2003, 2007, 2010       |
| 3000 m steeplechase     | 2001, 2002, 2003, 2005 |
| veldlopen (korte cross) | 2007                   |

Indoor
| Onderdeel | jaar       |
| --------- | ---------- |
| 800 m     | 2009       |
| 1500 m    | 2008, 2009 |

## Persoonlijke records
Outdoor
| Onderdeel      | Prestatie       | Datum            | Plaats                 |
| -------------- | --------------- | ---------------- | ---------------------- |
| 800 m          | 2.07,62         | 2002             |                        |
| 1000 m         | 2.46,78         | 2002             |                        |
| 1500 m         | 4.13,85         | 7 juni 2008      | Kessel-Lo              |
| 1 mijl         | 4.38,71         | 2 februari 2003  | Heusden-Zolder         |
| 3000 m         | 9.08,11         | 28 augustus 2004 | Tessenderlo            |
| 5000 m         | 15.58,15        | 11 juli 2004     | Brussel                |
| 400 m horden   | 61,79           | 12 mei 2007      | Herentals              |
| 3000 m steeple | 9.35,28 (ex-NR) | 31 juli 2004     | Heusden-Zolder         |
| uurloop        | 17.264 m (NR)   | 18 oktober 2003  | Sint-Lambrechts-Woluwe |

Indoor
| Onderdeel | Prestatie       | Datum            | Plaats    |
| --------- | --------------- | ---------------- | --------- |
| 800 m     | 2.06,11         | 22 februari 2009 | Gent      |
| 1500 m    | 4.09,67         | 22 februari 2011 | Stockholm |
| 1 mijl    | 4.30,32 (ex-NR) | 8 februari 2009  | Gent      |

## Palmares

### 800 m
- 1999:  BK AC - 2.09,17
- 2009:  BK indoor - 2.06,11

### 1500 m
- 2008:  BK AC - 4.18,78
- 2009: 4e in serie EK indoor in Turijn – 4.12,36

### 5000 m
- 2003:  BK AC - 16.31,23
- 2007:  BK AC - 16.26,54
- 2010:  BK AC - 16.48,58

### 3000 m steeple
- 2001:  BK AC - 10.13,24
- 2001:  EK U23 in Amsterdam – 10.08,46
- 2002:  BK AC - 10.06,17
- 2003:  BK AC - 9.46,60 (NR)
- 2003:  EK U23 in Bydgoszcz – 9.42,04 (NR)
- 2005:  BK AC - 10.01,49
- 2007: DNF WK

### veldlopen
- 1999: 13e EK Jun. veldlopen (3350 m) Velenje – 13.24 ( in het landenklassement)
- 2000: 70e WK Jun. veldlopen (6.290 m) Vilamoura – 23.17
- 2000: 11e EK Jun. veldlopen Malmö – 13.21
- 2001: 39e WK veldlopen korte cross (4,1 km) Oostende – 16.06
- 2001: 72e EK veldlopen (4650 m) Thün – 17.27
- 2003: 43e EK veldlopen (6.595 m) Edinburgh -24.08
- 2004: 79e WK veldlopen korte cross (4 km) Brussel – 15.04
- 2007:  BK veldlopen Stene-Oostende
- 2008: 48e EK veldlopen (8.000 m) Brussel – 30.29
- 2010:  Warandeloop korte cross (2000 m) - 5.59
- 2010: 18e EK veldlopen in Albufeira

## Onderscheidingen
- 2001: Belofte van het jaar